# Myotis zenatius
Myotis zenatius — вид рукокрилих ссавців роду нічниць (Myotis) родини лиликових (Vespertilionidae). У 2019 році виокремлений з виду Myotis nattereri.

## Поширення
Вид поширений у горах Ер-Риф на півночі Марокко та в Атлаських горах на півночі Алжиру.